# Eriphosoma bipartitum
Eriphosoma bipartitum är en skalbaggsart som först beskrevs av Jean Baptiste Lucien Buquet 1844.  Eriphosoma bipartitum ingår i släktet Eriphosoma och familjen långhorningar.
Artens utbredningsområde är Paraguay. Inga underarter finns listade i Catalogue of Life.